# Kool Thing
Kool Thing — песня альтернативной группы Sonic Youth, ставшая первым синглом с их альбома Goo. Её принято считать одним из крупнейшних хитов за всю карьеру группы, благодаря чрезвычайно позитивной реакции со стороны критики и слушателей. Только на платформе Spotify прослушивания трека превышают 56 миллионов.
«Kool Thing» — песня, посвящённая хип-хоп-культуре, к которой Sonic Youth неоднократно высказывали симпатии. Текст песни содержит ряд отсылок к рэперу LL Cool J, хотя он ни разу не назван по имени; упоминаются его сингл «Radio» и альбом «Walking With a Panther»; одна из строк припева, «I don’t think so», была использована в песне LL Cool J «Going Back to Cali». Chuck D, лидер хип-хоп-группы Public Enemy, принял участие в песне, прочитав несколько строк, и в съёмках клипа на неё.

## Список композиций
Авторство всех песен — Sonic Youth, кроме «That’s All I Know (Right Now)» — кавер-версии песни The Neon Boys.
1. Kool Thing (LP version) — 4:06
2. That’s All I Know (Right Now) — 2:20
3. Dirty Boots (Rock and Roll Heaven version) — 5:28
4. Kool Thing (8-track demo version) — 4:15